# Стекольников, Анатолий Александрович (энтомолог)
Анато́лий Алекса́ндрович Стеко́льников (род. 23 августа 1937 года, Ленинград) — советский и российский энтомолог, доктор биологических наук, профессор, заслуженный деятель науки Российской Федерации, член Президиума, почётный член Русского Энтомологического общества, основатель русской школы функциональной морфологии и филогении насекомых. В честь него назван вид бабочек-голубянок — голубянка Стекольникова (Kretania stekolnikovi Stradomsky, Tikhonov, 2015).

## Биография
Родился 23 августа 1937 года в Ленинграде. В 1956 году окончил Ленинградскую среднюю школу № 333. В этом же году под влиянием своего дяди, энтомолога-любителя Льва Борисовича Стекольникова поступил на биолого-почвенный факультет Ленинградского государственного университета. В университете его научным руководителем был профессор Александр Сергеевич Данилевский. В 1961 году окончил биолого-почвенного факультет и начал работать лаборантом в Зоологическом институте АН СССР. Параллельно под руководством Данилевского в 1968 году он подготовил и защитил кандидатскую диссертацию «Функциональная морфология генитального аппарата чешуекрылых».
В 1968—1977 года работает на должности ассистента кафедры энтомологии Ленинградского государственного университета. В 1977 году был избран на должность доцента, с 1986 по 2007 год— заведующий кафедрой энтомологии. В 1988 году защитил докторскую диссертацию в Зоологическом институте АН СССР на тему «Сравнительная морфология брюшного отдела чешуекрылых (скелетно-мышечная система)». Начиная с 2007 года и по настоящее время — профессор кафедры.

## Научная деятельность
Стекольников является автором более 80 научных работ преимущественно по морфологии и филогении чешуекрылых. Основным направлением научных исследований Стекольникова является исследование проблем сравнительной и функциональной морфологии и филогенеза насекомых. Изучает основные закономерности эволюции скелетно-мышечной системы насекомых.

## Преподавательская деятельность
Читает специальные курсы лекций:
- «Общая энтомология»,
- «Систематика чешуекрылых»,
- «Эволюция мускулатуры насекомых».

В последние годы разработал и читает курс лекций «Систематика чешуекрылых» для студентов магистратуры.
Руководит образовательно-профессиональной магистерской программой «Сравнительная морфология и систематика насекомых».

## Семья
Женат, имеет сына, дочь и четырёх внуков.

## Основные публикации
- Стекольников А. А. Морфологические принципы эволюции мускулатуры насекомых. СПб.: Изд. СПбГУ, 2008. 180 с.
- Кузнецов В. И., Стекольников А. А. Новые подходы к системе чешуекрылых мировой фауны (на основе функциональной морфологии брюшка). СПб.: Наука, 2001.- 462 с.
- Бродский А. К., Кипятков В. Е., Кузнецова И. А., Мартынова Е. Ф., Саулич А. Х., Стекольников А. А., В. П. Тыщенко (редактор). Руководство по энтомологической практике. Л.: Изд-во ЛГУ, 1983. 230 с.
- Бродский А. К., Гейспиц К. А., Гинфельд Э. К., Кузнецова И. А., Мартынова Е. Ф., Саулич А. Х., Стекольников А. А., В. П. Тыщенко (редактор). Краткий определитель отрядов и семейств наземных членистоногих Европейской части СССР. Л.: Изд-во ЛГУ, 1974. 102 с.
- Stekolnikov A.A. and Speidel W. Taxonomische Stellung der Gattungen Panthea, Trichosea und Diloba (Lepidoptera, Noctuoidea, «Pantheidae» und Noctuidae) unter Berucksichtigung der stammesgeschichtlichen Beziehungen zu den Lymantriidae // Entomofauna, Zeitschrift fur Entomologie. 2009. Band 30, Heft 5. S. 61-104.
- Стекольников А. А., Корзеев А. И. Экологический сценарий эволюции чешуекрылых (Insecta: Lepidoptera) // Энтомологическое обозрение. 2007. Т. 86, вып. 3. С. 508—520
- Стекольников А. А., Лухтанов В., Иванов В. Д., Кузнецов В. И. Эволюция хромосомного аппарата, крыловых сочленений, гениталий самцов и филогенез дневных чешуекрылых (Lepidoptera: Hesperioidea, Papilionoidea) // Энтомологическое обозрение. 2000. Т. 79, вып. 1. С. 123—149
- Кузнецов В. И., Стекольников А. А. Эволюция гениталий и новая система высших таксонов семейства Pieridae (Lepidoptera) // Энтомологическое обозрение. 1997. Т. 76, вып. 2. С. 641—653
- Стекольников А. А., Пятин М. А. Эволюция половой системы самок чешуекрылых (Lepidoptera) (половые протоки, семяприемник, копулятивная сумка, коллетериальные железы) // Энтомологическое обозрение. 1990. Т. 69, вып. 4. С. 747—763
- Кузнецов В. И. Стекольников А. А. Система и эволюция инфраотрядов чешуекрылых (Lepidoptera: Micropterigomorpha-Papilionomorpha) с учетом функциональной морфологии гениталий // Энтомологическое обозрение. 1978. Т. 57, вып. 4. С. 59-73
- Стекольников А. А. Функциональная морфология копулятивного аппарата некоторых чешуекрылых (Lepidoptera) // Энтомологическое обозрение. 1965. Т. 44, вып. 2. С. 26-30
- Стекольников А. А., Кузнецов В. И. Новые признаки архаичности сем. Tineidae (Lepidoptera) и происхождение некоторых генитальных придатков самцов // Энтомологическое обозрение. 1995. Т. 74, вып. 2. С. 387—394